# Fire Maidens from Outer Space
Fire Maidens from Outer Space, ook uitgebracht als Fire Maidens of Outer Space, is een Britse sciencefictionfilm uit 1956. De film werd geschreven, geregisseerd en geproduceerd door de Amerikaanse filmmaker Cy Roth, als onderdeel van een samenwerking tussen Cy Roth Productions en Criterion Films.

## Verhaal
Het verhaal draait om de ontdekking van tekenen van leven op Leda, een van de manen van Jupiter. Een bemanning van vijf Britse kettingrokende astronauten wordt gewapend met handpistolen naar Leda gestuurd om deze levensvormen te onderzoeken. Op Leda vinden ze een stervende beschaving die vrijwel geheel bestaat uit vrouwen (er is slechts 1 man van middelbare leeftijd). De astronauten worden gevangengenomen, maar nadat ze de stad redden van een vreemd humanoïde beest krijgen ze toestemming om weer te vertrekken. Een van de vrouwen gaat mee naar de aarde.

## Rolverdeling
| Acteur            | Personage         |
| ----------------- | ----------------- |
| Anthony Dexter    | Luther Blair      |
| Susan Shaw        | Hestia            |
| Paul Carpenter    | Captain Larson    |
| Jacqueline Curtis | Duessa            |
| Harry Fowler      | Sydney Stanhope   |
| Sydney Tafler     | Dr. Higgins       |
| Rodney Diak       | Anderson          |
| Maya Koumani      | Fire Maiden       |
| Owen Berry        | Prasus            |
| Richard Walter    | Ground Controller |

## Achtergrond
De film wordt soms door critici “de slechtste film ooit gemaakt” genoemd. Mede om die reden werd hij bespot in de cultserie Mystery Science Theater 3000.